# Cão-lobo de Kunming

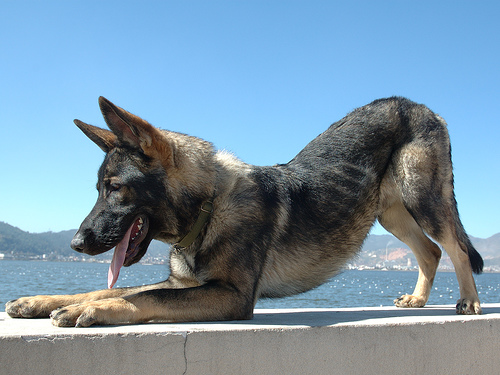
Cão-lobo de Kunming

O Cão-lobo de Kunming (em chinês: 昆明狼狗, pinyin: Kūnmíng lánggǒu), também conhecido como o cão Kunming (em chinês: 昆明犬, pinyin: Kūnmíng quǎn) é uma raça reconhecida de cão-lobo originária da China. É um cão de trabalho utlizado no contexto militar para executar várias tarefas, como a detecção de minas. Também são utilizados por bombeiros em operações de resgate.

## Aparência
Os cães-lobo de Kunming  geralmente são cães de médio porte que se enquadram na categoria spitz. Sua altura é de 64-68 centímetros e seu peso é de 30-38 quilos. A cabeça e o corpo são semelhantes ao pastor alemão, exceto pelo fato de serem mais altos nas costas.

## História
A maioria das raças exatas usadas no grupo genético do cão-lobo de Kunming são ambíguos devido à falta de pedigrees adequados e o fato de que a maioria deles eram cruzes, embora se saiba que o pastor alemão e algumas raças de cães-lobo desempenha um papel importante na origem da raça. O cão-lobo de Kunming foi criado no início de 1950 para atender a necessidade de cães militares no Yunnan. Um grupo de dez misturado com raças desconhecidas foram trazidos para Kunming a partir de programa de treinamento militar em cães tipo Beijing Pastor K9 em 1953. Estes dez cães eram insuficientes para atender a demanda, então cinquenta cães domésticos Kunming apropriadas foram recrutados e quarenta cães semelhantes na cidade de Guiyang, província de Guizhou (como o top ten, a composição exata do estes cães são desconhecidos para além de serem cruzes). Após o treinamento, os melhores vinte destes noventa cães foram selecionados. Dez cães-lobo criados em Pequim, vinte "cães civis" e outros dez "pastores" da Alemanha Oriental foram incorporados ao grupo do qual o cão Kunming foi desenvolvido. O Departamento de Segurança Pública chinês reconheceu oficialmente o cão Kunming como uma raça em 1988. Os cães de Kunming são usados pelo exército e pela polícia chineses, e também começaram a usá-los como vigias civis.